# Buschfunk (Musikverlag)

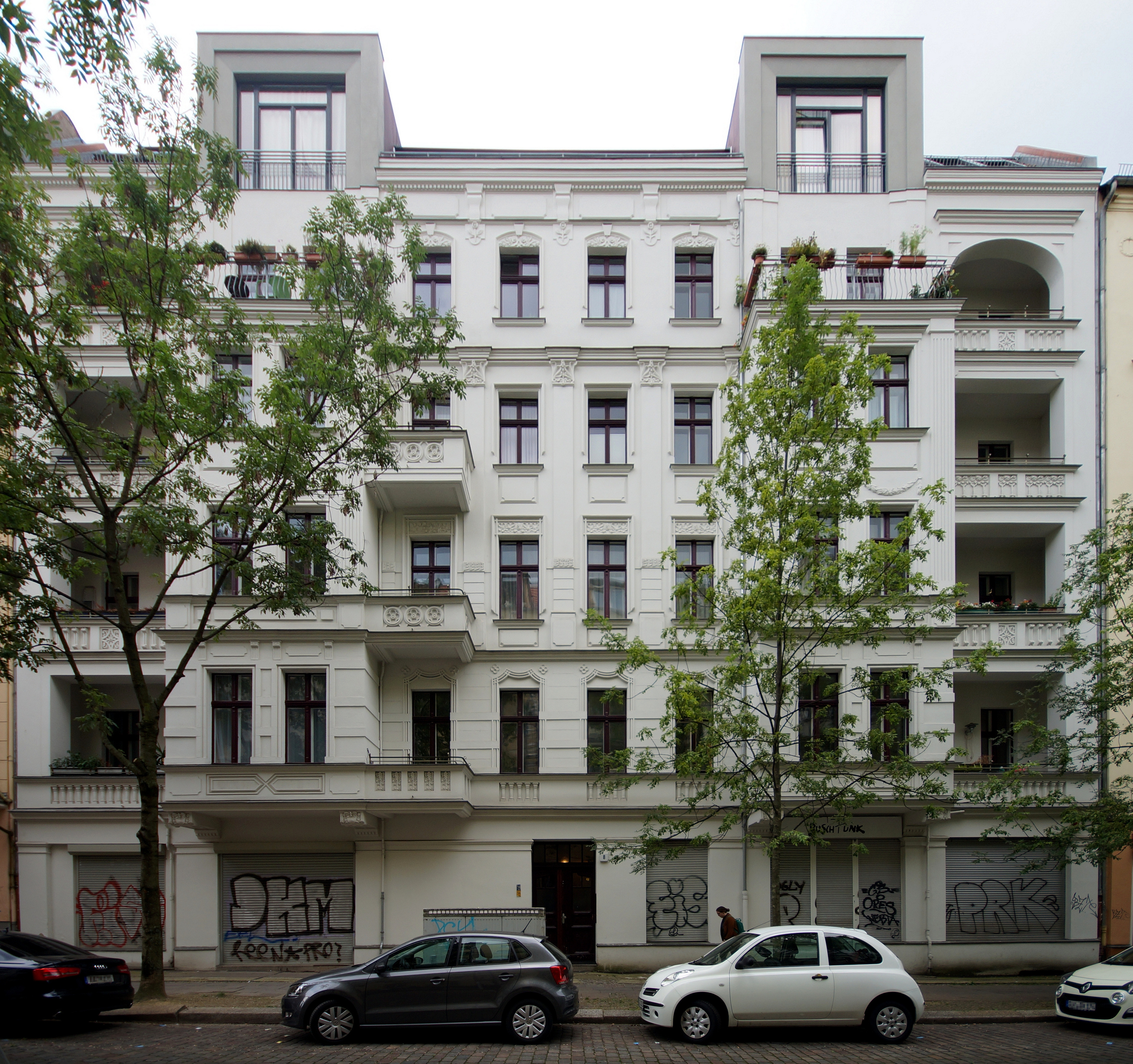
Sitz des Musikverlags Buschfunk in der Rodenbergstraße 8 in Berlin-Prenzlauer Berg

Buschfunk ist der Name eines in Berlin-Prenzlauer Berg ansässigen Musikverlags und zugehörigen Independent-Labels.
Das 1989 gegründete Unternehmen erwirtschaftete 2004 mit fünf Mitarbeitern einen geschätzten Jahresumsatz von gut zwei Millionen Euro.

## Geschichte
Am 13. Dezember 1989, dem Tag, an dem in der DDR der Pioniergeburtstag begangen wurde, gründete sich der Buschfunk ursprünglich als „Künstlerbüro“. Mittlerweile firmiert das Unternehmen als Buschfunk-Vertriebsgesellschaft mbH, mit Klaus Koch als Geschäftsführer, in der Rodenbergstraße in Prenzlauer Berg in Berlin. Klaus Koch ist studierter Kulturwissenschaftler und früherer Leiter des Leipziger Studentenclubs Moritzbastei.
Buschfunk war der erste unabhängige Musikverlag der DDR und hat sich bislang seine Unabhängigkeit als Musikverlag des deutschen Ostens erhalten. Dies ist unter anderem der Tatsache geschuldet, dass in den Anfangsjahren kein Kooperationspartner zu finden war, der die deutschsprachige Musik des Ostens unterstützen wollte.
Durch die Bereitschaft der Künstler und die Anhänglichkeit des Musikpublikums hat sich der Verlag mittlerweile einen Namen auf dem Gebiet deutschsprachiger Musik gemacht.
Seit 1990 hat der Verlag über hundert Veröffentlichungen herausgebracht, von denen einige mit nationalen Preisen und Auszeichnungen bedacht wurden. Ergänzend zu den Musikproduktionen auf CD und DVD publiziert der Verlag Songbücher, so zum Beispiel von Gerhard Gundermann, Keimzeit und Stoppok und betätigt sich als Organisator von mittlerweile über 1500 Konzerten. Seit 2002 ist der Anteil an von Buschfunk organisierten Konzerten jedoch zugunsten der Verlags- und Vertriebsaufgaben geringer geworden.
Der Vertrieb der Musikproduktionen wird ebenfalls durch den angeschlossenen unabhängigen Direktversand an mittlerweile über 4000 CD-Läden und Märkte, Buchhandlungen und Bibliotheken in Deutschland sowie per Mailorder und über Versandhändler realisiert.
Buschfunk vertreibt außer den Eigenproduktionen nun auch Fremdproduktionen wie die CDs aus den eigenen Labels der Puhdys und von Petra Zieger, dem musikalischen Erbe von Rio Reiser, den Katalog der David Volksmund Produktion, dem Label von Ton Steine Scherben sowie den Russendisko-Records, dem hauseigenen Label von Wladimir Kaminer und Gurzhy. Der Vertrieb wurde durch Vereinbarungen mit Vertrieben in der Schweiz und Österreich erweitert.
Zwischenzeitlich wurde Buschfunk durch die Herausgabe von DDR-Spielen berühmt. Das erste derartige Spiel war Überholen ohne einzuholen. Es wurde bislang in über 200 000 Exemplaren verkauft.
Seit 1993 versendet Buschfunk seinen Mailorder-Katalog. Seit 2001 ist das Angebot auch per Internetshop nutzbar. Im Angebot findet man vor allem Musik, Filme, Videos und Spiele aus dem Osten Deutschlands aber auch der früheren sozialistischen Staaten, wie zum Beispiel die Roten Gitarren oder auch Zsuzsa Koncz.

## 15-jähriges Bestehen
Anlässlich des 15-jährigen Firmenbestehens veranstaltete Buschfunk am 13. Dezember 2004 im Berliner Theater des Westens ein Geburtstagskonzert. Auf dem Konzert, das über 5 Stunden dauerte, waren Künstler vertreten, die sicherlich nicht ausschließlich in Ostdeutschland, aber vor allem dort, bekannt sind. (siehe auch: Anhang).
Am 15. Dezember 2004 veröffentlichte der Tagesspiegel in seiner Print-Ausgabe zu einem Rückblick von H. P. Daniels unter der Überschrift: War das eine herrliche Zeit. So klingt der Osten: 15 Jahre BuschFunk:

„Fremd kommt sich der Westler vor im ausverkauften Theater des Westens. In der Kulisse von ‚Les Misérables‘, zwischen aufgetürmten Barrikaden, spielt ‚L’art de passage‘, eine angenehme Combo zwischen Klassik, Folk und Jazz. ‚War das eine herrliche Zeit, jeder war zum Aufruhr bereit‘, singen Engerling. Jubel aus dem Auditorium. Die Musiker müssen nicht angesagt werden. Jeder wird sofort erkannt, frenetisch gefeiert. Wer ist das jetzt? Uschi Brüning, sie singt Jazzseliges. Und der mit dem grünen Hemd und der Telecaster? Von harten Zeiten singt er. „Pankow“ flüstert die Nachbarin. Da kommt einer mit Dudelsack: „Amazing Grace“. Als er kurz „Auferstanden aus Ruinen“ dazwischendudelt, ist das Publikum nicht mehr zu halten. Reinhard Lakomy mit wallend weißem Ritterhaar und Schnurrbart gibt den Alleinunterhalter an Keyboard und Rhythmusmaschine: ‚Wir legten uns ins Moos‘. Gelächter.“

„Spätestens beim Auftritt von Aurora Lacasa fühlt sich der Westler wie auf dem Festival des politischen Liedes. Damals in der ‚Hauptstadt‘. Mit Oktoberklub und Internationalismus. Die 80-jährige Gisela May im schwarzen Hosenanzug zeigt ganz lässig, wie man ohne große Posen mit Kurt Weill und dem ‚Lied von den alten Liebenden‘ sogar ein Westherz bewegen kann. Veronika Fischer ist schlageriger. ‚Das ist unsere Identität!‘, erklärt eine freundliche Dame dem Westler. ‚Mit diesen Liedern sind wir aufgewachsen. Die kann uns niemand nehmen. Das ist nichts, was aus dem Westen kommt!‘“

„Dieses Pathos. Die vielen klassisch klingenden Klaviere und fein studierten Gitarren, der Hang zu Operettenhaftigkeit und Bombastrock à la Deep Purple mit deutschen Texten: ‚Meer der Ewigkeit‘ oder ‚Mein Herz soll ein Wasser sein‘. Vielleicht ist es mit dieser Musik wie mit dem Palast der Republik: Die einen würden ihn am liebsten sofort abreißen, während die anderen ihn gerne in alle Ewigkeit erhalten würden. Weil sie dort vielleicht ihr erstes Tänzchen gewagt haben. Und alles andere egal ist.“

## Künstler und Bands, die bei Buschfunk veröffentlichen
Bei Buschfunk veröffentlichen unter anderem:
- Mark Aizikovitch
- Amor & die Kids
- Reinhold Andert
- Quinteto Arrabal
- Julia Axen
- Bayon
- Bert'z Rache
- Werner Bettge
- Hansi Biebl
- Andreas Bicking
- Helga Brauer
- Uschi Brüning
- Cäsar
- Kurt Demmler
- Danny Dziuk
- Jürgen Ehle
- Walter Eichenberg
- Tino Eisbrenner
- electra
- Die Elenden
- Engerling
- IC Falkenberg
- Fridolin Farbenfroh
- Eric Fish
- Fips Fleischer
- Veronika Fischer
- Andre Frank
- Matthias Freihof
- Freygang
- Fred Frohberg
- Günter Geißler
- Ulrich Gumpert
- Gerhard Gundermann
- Görtz & Schmidt
- C. Heiland
- Peter Hiller
- Ruth Hohmann
- Harry Jeske
- Jessica
- Karussell
- Lutz Kerschowski
- Michael Kiessling
- Stefan Kling
- Zsuzsa Koncz
- Heiner Kondschak
- Stefan Körbel
- Wolfgang Krause Zwieback
- Aurora Lacasa
- Reinhard Lakomy
- Last Generation
- Lift
- Katrin Lindner
- Makarios und Prumskibeat
- Gisela May
- Dirk Michaelis
- Monokel
- Tobias Morgenstern
- Mutabor
- Hermann Naehring
- Pond
- Pankow
- Panta Rhei
- L’art de Passage
- Luten Petrowsky
- Axel Prahl
- Prinzip
- Puhdys
- Rakatak
- Randgruppencombo
- Reform
- Klaus Renft Combo
- Torsten Riemann
- Rio Reiser
- Rockhaus
- Rote Gitarren
- Russendisko
- Schwarze Grütze
- Saitlinge
- Hubertus Schmidt
- Gerhard Schöne
- Olaf Schubert
- Stefan Schwarz
- Scirocco
- Silly
- Sputniks
- Tino Standhaft
- Uwe Steimle
- Stern-Combo Meißen
- Tina Tandler
- Sonny Thet
- Volker Schlott
- Arno Schmidt
- Thomas „Monster“ Schoppe
- Stefan Stoppok
- Ton Steine Scherben
- Stephan Trepte
- Katrin Troendle
- Pension Volkmann
- Jürgen Walter
- Katrin Weber
- Bettina Wegner
- Hans-Eckardt Wenzel
- Pascal von Wroblewsky
- Petra Zieger